# Trigonoptera maculata
Trigonoptera maculata là một loài bọ cánh cứng trong họ Cerambycidae.